# 七里恭三郎

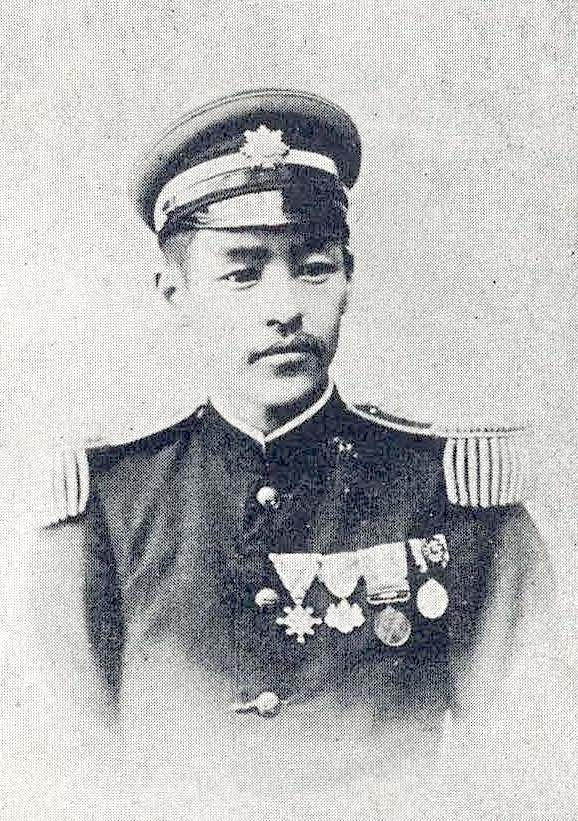
七里恭三郎

七里 恭三郎（ななさと きょうさぶろう、慶応3年（1867年） - 大正元年（1912年）8月24日）は明治期の官僚。初代台北弁務署署長（現在の台北市長）。基隆弁務署署長。

## 経歴
1867年、七里渉の次子として、越後国新発田に生まれ、伯父、七里千濤の養子となる。興亜会支那語学校にて中国語を学んだ後、1887年清国に留学する。1894年に勃発した日清戦争に通訳として従軍し、その功績の高さから立見尚文陸軍少将の知遇を得て、後にその娘婿となる。戦後立見が台湾総督府軍務局長に就くとこれに従って台湾に渡り、1897年台湾総督府の辞令により初代台北弁務署署長（台北市市長）に就任する。翌1898年、基隆弁務署署長に異動となる。署長退官後再び中国本土に戻り、日露戦争に従軍して勲五等を授けられた。日露戦争後は満州の吉林にて林業事業を起こしたが失敗し、川崎造船所の駐中国顧問として北京や上海を往復する日々を送った。1912年、上海からの帰国途上に病気にかかり、門司にて没した。

## 著書
- 『清国軍備総覧』七里・長谷川雄太郎編、日清協会、1894年
- 『大阪賽会要覧』日清協和会、1903年
- 『吉林通覧』七里・中西正樹共著、1909年

## 註
1. ↑  『北越詩話』坂口仁一郎　1918
2. 1 2  『日外アソシエーツwhoplus』「七里 恭三郎（陸軍軍属）」の項
3. ↑  佐々博雄「日清戦争後における大陸 「志士」 集団の活動について、-熊本国権党系集団を中心として-」
4. 1 2  『東京朝日新聞』1912年8月28日朝刊5頁「七里鉄花君の訃　虎疫に斃れたる志士」